# Fichenskandal

Rückseite der Staatsschutzfiche der Nationalrätin Menga Danuser. Fotografie des Originals im Schweizerischen Bundesarchiv

Der sogenannte Fichenskandal  (auch Fichenaffäre) ist ein Skandal der neueren Schweizer Geschichte in der Endphase des Kalten Krieges. Davon abgeleitet hat sich in der Schweiz das Wort „Fichenstaat“ als Umschreibung für einen „Schnüffelstaat“ gebildet. Etwa 900'000 Staatsschutz-Fichen wurden zwischen 1900 und 1990 angelegt, sie befinden sich heute im Bundesarchiv. Bei dem Skandal wurde aufgedeckt, dass Bundes- und Kantonalbehörde Informationen über Bürger im Geheimen sammelten.

## Ablauf
Am 12. Januar 1989 trat Bundesrätin Elisabeth Kopp zurück, weil sie das Vertrauen ihrer Kollegen in der Landesregierung und in ihrer Partei, der FDP, verloren hatte. Die Justizministerin, die gegen Geldwäscherei und organisiertes Verbrechen kämpfte, war verheiratet mit dem umstrittenen Wirtschaftsanwalt Hans W. Kopp, der mit seinen intransparenten internationalen Geschäftsbeziehungen in Verdacht stand, heimlich genau das zu praktizieren, was seine Frau offiziell bekämpfte: „Musterland und Schurkenstaat teilten Tisch und Bett.“ Elisabeth Kopp hatte ihrem Ehemann Ende Oktober 1988 telefonisch empfohlen, aus dem Verwaltungsrat der libanesischen Shakarchi Trading AG zurückzutreten, gegen die Ermittlungen der Bundesanwaltschaft liefen; sie hatte dieses Telefonat aber gegenüber dem Bundesrat und ihrer Partei verschwiegen.
Dieser „Fall Kopp“ erregte den Verdacht, dass das schweizerische Regierungssystem von der internationalen Finanzunterwelt unterwandert war. Deshalb beschloss die Bundesversammlung am 31. Januar 1989, eine Parlamentarische Untersuchungskommission (PUK) unter dem Vorsitz des damaligen Nationalrats und späteren Bundesrats Moritz Leuenberger einzusetzen. Die PUK sollte gemäss ihrem Auftrag die Amtsführung des EJPD und insbesondere der Bundesanwaltschaft untersuchen, „vor allem zur Klärung der im Zusammenhang mit der Amtsführung und dem Rücktritt der Departementsvorsteherin erhobenen Vorwürfe“, und das Vorgehen der Bundesbehörden und Bundesstellen bei der Bekämpfung der Geldwäscherei und des internationalen Drogenhandels abklären. Sie kam aber nach wenig ergiebigen Untersuchungen bei einem Augenschein in der Bundesanwaltschaft, angeblich zufällig, in einen „irrsinnig grossen Raum“, der sich als „veritable Dunkelkammer der Nation“ erwies. Das Kapitel über die Fichen, die seit 1988 bekannt waren, aber von den Geschäftsprüfungskommissionen (GPK) nicht untersucht werden konnten, erwies sich schliesslich als die einzige Sensation des PUK-Berichts.

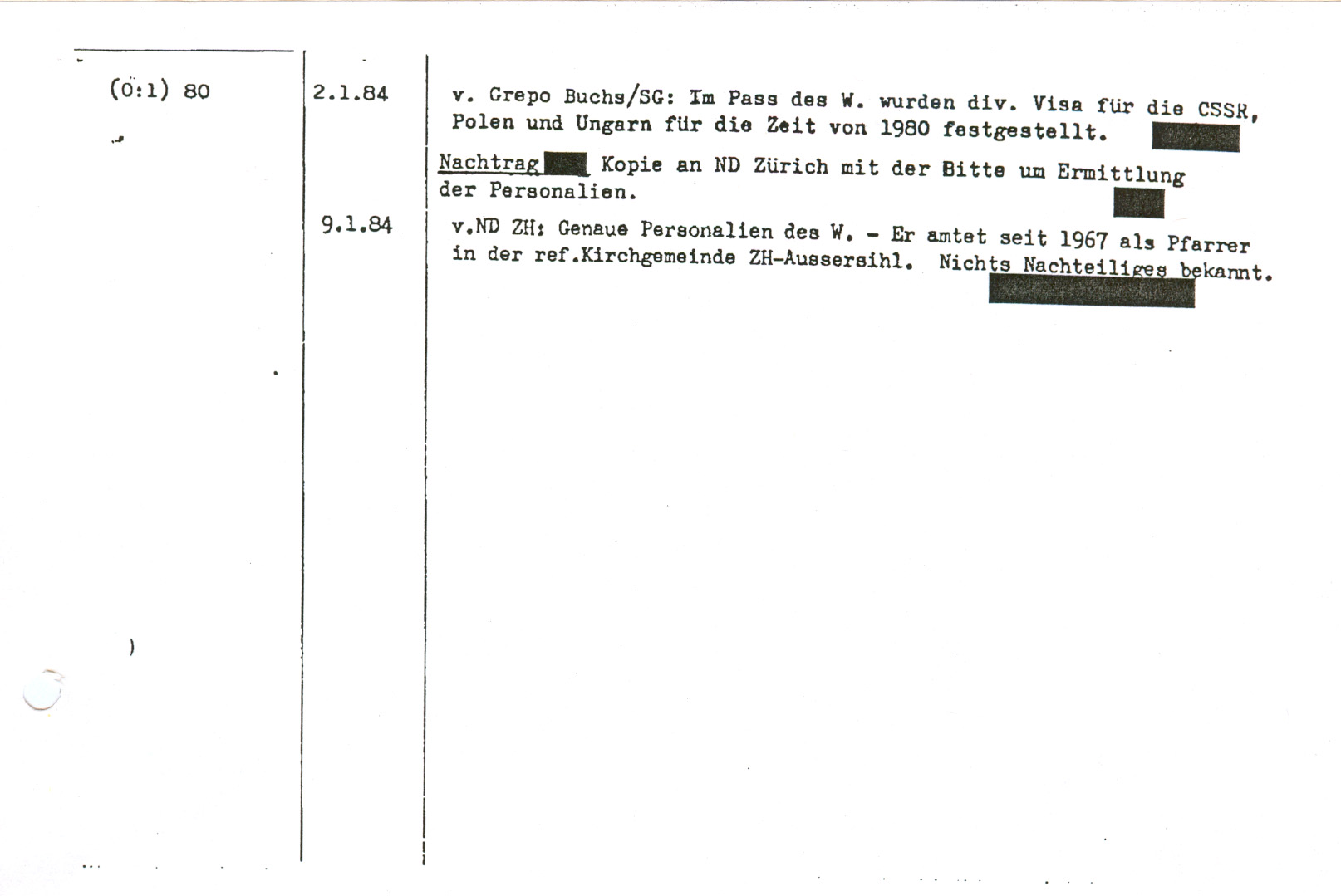
Rückseite einer Karteikarte eines fichierten Bürgers aufgrund des Besuchs von Ostblockstaaten. Eine Fotokopie der Fichenrückseite, wie sie kurz nach dem Skandal nach Auskunftsanfragen zugeschickt wurden.

In den späten 1980er Jahren war nach und nach ans Licht gekommen, dass die Bundesbehörden und auch die kantonalen Polizeibehörden seit 1900 rund 900'000 Fichen angelegt hatten. Laut offiziellen Archiven waren mehr als 700'000 Personen und Organisationen erfasst. Die Beobachtungsaktivitäten erfassten zuerst ausländische  Anarchisten, Schweizer Sozialisten und Gewerkschafter, unwillkommene politische Flüchtlinge und Ausländer, die ausgewiesen wurden. Einige Dossiers aus den 1930er- und 40er-Jahren befassen sich mit Nationalsozialisten und faschistischen Bewegungen. Mit dem Aufkommen des Antikommunismus wurden vor allem linksstehende Politiker der neuen Linke und Mitglieder von Gewerkschaften überwacht. Offizielles Ziel der Fichierung war es, das Land vor aus dem Ausland gesteuerten subversiven Aktivitäten zur Destabilisierung des Systems und nachfolgender Errichtung einer totalitären (kommunistischen) Diktatur zu schützen.
Als Vorgänger dieser staatlichen Überwachungstätigkeit hatte der Zürcher FDP-Politiker Ernst Cincera eine eigene Kartei angelegt, welche von privater Seite etwa im Zusammenhang mit Stellenbewerbungen konsultiert werden konnte.
Die Aufdeckung des Fichenskandals mit dem Bericht im November 1989 bewegte die schweizerische Öffentlichkeit stark. Das Vertrauen vieler Bürger in den Staat war erschüttert. Zahlreiche Bürger reichten Gesuche ein, um die Herausgabe der persönlichen Fichen zu erreichen. Sie erhielten schliesslich Kopien ihrer Fichen, auf denen die Namen von Drittpersonen abgedeckt wurden, um die Identität der Informanten geheim zu halten. Am 3. März 1990 demonstrierten 30'000 Personen in Bern.
Bekämpfung der Subversion war während des Kalten Krieges ein weitverbreitetes Schlagwort. Die PUK brachte zu Tage, wie weit dieser schwammige Begriff aufgefasst wurde. Wie aus den Unterlagen der  Untergruppe Nachrichtendienst und Abwehr (UNA) hervorging, empfanden eifrige Staatsschützer „Linke“, „Alternative“, „Grüne“, Friedensbewegte, Drittwelt-Aktivisten, Frauenbewegungen, Fremdarbeiterbetreuer, Anti-AKW-Bewegungen und religiöse Gruppierungen als potentiell gefährlich, denn sie könnten unterwandert, feindgesteuert oder manipuliert sein. Vor allem erwiesen sich die Ficheneinträge als „zum Teil äusserst unsystematisch und zufällig“ (PUK), weil den Beamten ein einheitliches Bedrohungsbild fehlte und keinerlei konkrete Weisungen über die Erfüllung dieses heiklen präventiven Staatsschutzauftrages bestanden.
Im Zusammenhang mit den Nachforschungen zur Kopp- und Fichen-Affäre wurden auch Hinweise auf weitere Auffälligkeiten gefunden. So wurde ein Bericht über die Geheimorganisationen P-26 und P-27 erstellt, dessen Inhalt aber teilweise bis heute der Öffentlichkeit vorenthalten wird. Unklarheiten bestehen nach wie vor auch bezüglich der Registrierung von „Zigeunern“. Dass ein entsprechendes Archiv angelegt wurde, wird heute nicht mehr bestritten. Da jedoch bisher sämtliche Recherchen von Historikern (z. B. im Rahmen der sog. Bergier-Kommission, der unabhängigen Expertenkommission, die die Geschichte der Schweiz während des Zweiten Weltkriegs aufbereitete) nur Einzelbelege in verstreuten Archivbeständen zutage fördern konnten und die Behörden sich zu diesem Thema ausschweigen, bleibt unklar, ob diese Registratur vernichtet wurde oder nach wie vor in Gebrauch ist.